# Centrum Luterańskie w Warszawie
Centrum Luterańskie w Warszawie – kompleks budynków biurowo-dydaktyczno-mieszkalnych zlokalizowany przy ul. Miodowej 21 w Warszawie będący siedzibą władz naczelnych Kościoła Ewangelicko-Augsburskiego.

## Historia
Wcześniej w tym miejscu stała kamienica Stanisława barona Lessera, zniszczona we wrześniu 1939. Budowę kompleksu rozpoczęto w 1963. 25 kwietnia 1965 wmurowano akt erekcyjny. We wrześniu 1965 oddano do użytku część mieszkalną przylegającą do Domu Arcybiskupów Warszawskich położonego przy ul. Miodowej 17/19. W 1968 rozpoczęto eksploatację budynku administracyjnego, do którego 24 czerwca 1968 wprowadziło się Wydawnictwo Zwiastun a 27 czerwca 1968 Konsystorz Kościoła Ewangelicko-Augsburskiego. 5 września 1968 poświęcono budynek administracyjny.
17 października 1970 poświęcono gmach na potrzeby Chrześcijańskiej Akademii Teologicznej. Przy tej okazji odbyły się obchody 400-lecia zgody sandomierskiej. W trakcie uroczystości bp Andrzej Wantuła ogłosił, iż koszt budowy gmachu wyniósł 14 mln zł, z czego połowę pokryli luteranie z całego świata m.in. ze Szwecji, USA, Danii, Norwegii, Niemiec, Australii, Nowej Zelandii. Innymi źródłami były: Światowa Federacja Luterańska, Światowa Rada Kościołów, Komitet Pomocy Kościołów Szwajcarskich i Kościół Ewangelicko-Reformowany. Wśród gości biorących udział w tym wydarzeniu znaleźli się m.in. przedstawiciel Światowej Federacji Luterańskiej ks. dr P. Hansen, sekretarz generalny Konferencji Kościołów Europejskich ks. dr Glen Garfield Williams oraz przedstawiciel Światowej Rady Kościołów dr Heinrich Puffert.
W latach 90. powiększono gmach o część mieszkalno-konferencyjną przy ul. Schillera. Oddano ją do użytkowania w 1997. W 2007 zakończono przebudowę i remont polegający m.in. na podwyższeniu o jedno piętro budynku głównego (administracyjno-dydaktyczno-mieszkalnego) znajdującego się przy ul. Miodowej. Aktu poświęcenia przekształconego gmachu dokonał 22 września 2007 bp Janusz Jagucki.
Do 2018 gmach był również siedzibą Chrześcijańskiej Akademii Teologicznej w Warszawie, która tym samym roku została przeniesiona do nowego budynku przy ul. Władysława Broniewskiego 48 w Warszawie.

## Architektura
Jest to gmach modernistyczny. Składa się trzech zasadniczych elementów:
- 5-kondygnacyjna część administracyjno-dydaktyczno-mieszkalna usytuowana wzdłuż ul. Miodowej. Mieszczą się w nim m.in. biura Biskupa Kościoła i Konsystorza, Sala Synodalna im. biskupa Andrzeja Wantuły;
- 3-kondygnacyjna część administracyjno-dydaktyczna usytuowana wzdłuż ul. Schillera;
- 3-kondygnacyjna część mieszkalno-konferencyjna przylegająca do części administracyjno-dydaktycznej przy ul. Schillera.

Sala Synodalna im. biskupa Andrzeja Wantuły służy jako sala posiedzeń plenarnych Synodu Kościoła Ewangelicko-Augsburskiego, miejsce nabożeństw luterańskich i ekumenicznych, w przeszłości była także aulą na uroczystości Chrześcijańskiej Akademii Teologicznej w Warszawie. W sali tej swoje nabożeństwa stale odbywa Warsaw International Church.
Obok powyższego kompleksu architektonicznego znajduje się budynek mieszkalny przylegający do posesji przy ul. Miodowej 17/19.